# Walim (gmina)
Walim est une gmina rurale du powiat de Wałbrzych, Basse-Silésie, dans le sud-ouest de la Pologne. Son siège est le village de Walim, qui se situe environ 15 km au sud-est de Wałbrzych, et 64 km au sud-ouest de la capitale régionale Wrocław.
La gmina couvre une superficie de 78,75 km2 pour une population de 5 698 habitants.

## Géographie
La gmina est bordée par les villes de Jelenia Góra et Kowary et les gminy de Janowice Wielkie, Kamienna Góra et Podgórzyn.
La gmina contient les villages de Dziećmorowice, Glinno, Jugowice, Michałkowa, Niedźwiedzice, Olszyniec, Podlesie, Rzeczka, Walim et Zagórze Śląskie.